# Добкевич, Антоний
Антоний Станислав Добкевич (пол. Antoni Stanisław Dobkiewicz, в Российской империи Антон Казимирович Добкевич; 25 сентября (7 октября) 1875, Киев — 27 августа 1956, Лодзь) — украинский и польский пианист и музыкальный педагог.
Окончил юридический факультет Киевского университета (1897) и музыкальное училище Киевского отделения Русского музыкального общества (1901) по классу фортепиано Владимира Пухальского. Затем на протяжении двух лет совершенствовал своё мастерство в Вене под руководством Теодора Лешетицкого.
В 1903 г. вернулся в Киев, где стал соучредителем Общества поддержки современной музыки, выступал в концертных программах Общества, в том числе с произведениями польских композиторов (Юзефа Венявского, Александра Заржицкого, Владислава Желеньского и других). В 1904—1910 гг. преподавал в частной музыкальной школе Владимира Клина в Смоленске. Согласно воспоминаниям математика Павла Александрова, чьи брат и сестра были учениками Добкевича в Смоленске, тот «умел и любил кружить головы своим ученикам, суля им артистическую будущность. Его ученики с увлечением относились к его преподаванию и преклонялись перед ним»; наибольшее внимание, по Александрову, Добкевич уделял творчеству Фридерика Шопена. Состоял также членом правления ведущей городской концертной организации — Глинкинского музыкального кружка.
С 1910 г. снова в Киеве, преподавал в музыкальных классах ИРМО, преобразованных в 1913 году в Киевскую консерваторию. Участвовал в камерных концертах ИРМО, в том числе в ансамбле со скрипачом Михаилом Эрденко, — впрочем, Лев Ревуцкий в своём дневнике оценил выступление Добкевича на тройку с плюсом. В 1913 г. экстерном получил диплом Санкт-Петербургской консерватории. По мнению позднейших исследователей, педагогическая работа Добкевича в Киеве была небезупречной технически и методически, но прививала ученикам самостоятельность. Среди киевских учеников Добкевича Анатолий Буцкой.
После 1920 г. жил и работал в Польше. В 1922—1926 гг. преподавал в Варшавской консерватории, где среди его учеников был Кейстут Бацевич. В 1924 г. женился на пианистке Хелене Киеньской и в 1926 г. переехал к ней в Лодзь, где провёл оставшиеся 30 лет жизни. До начала Второй мировой войны преподавал в частной консерватории Киеньской, где у него учился, в частности, Владислав Кендра. В военное время давал частные уроки, став, среди прочего, первым учителем Раймунда Амброзяка. С 1945 г. профессор Государственной высшей школы музыки в Лодзи.